# Rituály v předškolní výchově
Rituály v předškolní výchově jsou neustále se opakující způsoby chování založené na určitých, neměnných pravidlech, které se vyskytují u dětí v předškolním věku. Předškolním věkem se rozumí fáze dítěte od tří let věku do nástupu na základní školu, tedy šesti let věku a bývá nazýván bývá nazýváno „věkem mateřské školy.“ Jedná se však o název pomocný, neboť plošně nepopisuje reálnou situaci. Mnoho dětí do školky nechodí a rodina i nadále v tomto období zůstává výchovnou, socializační a vzdělávací základnou.

## Funkce rituálů
Třetí rok je obdobím vzdoru a je plné konfliktů. Rituály zde mohou být velkou pomocí. Uspořádaný průběh dne, který je sám o sobě již rituálem, napomáhá dítěti k získání schopnosti vnímat čas a rozlišovat jednotlivé části dne a lépe tak zvládat návaznost každodenních rituálů. Tato struktura dne je důležitá, ale bezpodmínečně musí obsahovat i dobu, kdy se dítě zaměstnává samo a v rámci toho si vytvořit vlastní rituály. Rituály také napomáhají k získání sebedůvěry, ke zjišťování povolených hranic a při řešení nových a neznámých situací.
Z hlediska vzdělávání lze ritualizací školních aktivit ovlivnit jejich aktéry, může docházet k psychickým změnám a také dochází k sociálnímu působení na účastníky těchto rituálů.

## Pozitiva a negativa rituálů
Jak vyplývá z předchozí kapitoly, mají rituály u dětí předškolního věku více pozitiv než negativ. I když se jedná o periodicky se opakující činnost, dítěti může navodit příjemný pocit hry. „Rituální aspekt hry je třeba vnímat především jako založení rituálního pole, do jehož prostoru člověk vstupuje za účelem uskutečnění nějaké změny vázané k životně osudovým okamžikům.“
Negativními mohou být rituály, které si dítě vytváří samo a přecházejí ve zlozvyky. Zde je nezbytný zásah rodičů.
Dalšími pozitivy rituálů prospěšnými pro děti je postupné odpoutávání od nejbližších osob, potkávání nových kontaktních osob, lepší zvládání strachu,přizpůsobování se skupině vrstevníků, zvládání oidipovské problematiky, v rozvoji pozitivního vnímání sexuální identity a rozvoji vnímání reality.
Negativními mohou být rituály, které si dítě vytváří samo a přecházejí ve zlozvyky. Zde je nezbytný zásah rodičů.

## Pravidla rituálů
S rituály jsou spojena i určitá pravidla. Prvním pravidlem je nezasahování rodičů, pokud se u dítěte vyskytuje rituál spontánně a pomáhá mu tak řešit problémovou situaci. U dítěte se mohou objevit i rituály brzdící vývoj. V této situaci je vhodné s pomocí odborníka nahradit jinými, prospěšnými rituály. Jestliže rituály ztratí svůj obsah, měly by být nahrazeny nebo zcela vypuštěny. Rodiče by neměli dítěti rituál vnucovat, aby se neničila důvěra mezi dítětem rodiči a zbytečně nevytvářely obranné mechanismy.

## Příklady rituálů
Snad nejtypičtějším takovým rituálem, zastoupeným nějakou formou skoro v každé rodině, je rituál večerní „ukládání dětí ke spánku“. K tomuto rituálu se pojí i další, rovněž spojené s koncem dne jako mytí, rekapitulace prožitého dne a čtení před spaním. Se čtením souvisí i rituální vyprávění příběhu, které patří k vývojovému rituálu, protože se opakuje, dokud nesplní účel a není problém vyřešen.